# Yuri Matiyasevich
Yuri Vladimirovich Matiyasevich (em russo:  Ю́рий Влади́мирович Матиясе́вич; São Petersburgo, 2 de março de 1947) é um matemático e cientista da computação russo. É conhecido por sua solução negativa do décimo problema de Hilbert (teorema de Matiyasevich), que foi apresentado em sua tese no Departamento de São Petersburgo do Instituto de Matemática Steklov a Academia de Ciências da Rússia.
Obteve um doutorado em 1970, orientado por Sergei Maslov e Nikolai Aleksandrovich Shanin.
Foi palestrante convidado do Congresso Internacional de Matemáticos em Nice (1970: Diophantine representation of recursively enumerable predicates).

## Publicações selecionadas

### Livros
- Yuri Matiyasevich Hilbert's 10th Problem, prefácio por Martin Davis Hilary Putnam, The MIT Press, 1993. ISBN 0-262-13295-8.

### Artigos
- Yuri Matiyasevich (1973). «Real-time recognition of the inclusion relation» (PDF). Journal of Sovjet Mathematics. 1 (1): 64–70. ISSN 0090-4104. doi:10.1007/bf01117471
- Yuri Matiyasevich, Julia Robinson (1975). «Reduction of an arbitrary Diophantine equation to one in 13 unknowns». Acta Arithmetica. XXVII: 521–549
- Yuri Matiyasevich, Géraud Sénizergues (1996). «Decision Problems for Semi-Thue Systems with a Few Rules». LICS
- Yuri Matiyasevich, Proof Procedures as Bases for Metamathematical Proofs in Discrete Mathematics, Personal Journal of Yury Matiyasevich.
- Yuri Matiyasevich, Elimination of bounded universal quantifiers standing in front of a quantifier-free arithmetical formula, Personal Journal of Yuri Matiyasevich.
- Yuri Matiyasevich, A Polynomial related to Colourings of Triangulation of Sphere, Personal Journal of Yuri Matiyasevich.
- Yuri Matiyasevich (2004). «Some Probabilistic Restatements of the Four Color Conjecture». Journal of Graph Theory. 46 (3): 167–179. doi:10.1002/jgt.10178